# Conor Coady
Conor David Coady, född 25 februari 1993, är en engelsk fotbollsspelare som spelar för Wrexham.

## Karriär
Den 3 juli 2015 värvades Coady av Wolverhampton Wanderers, där han skrev på ett treårskontrakt. Den 15 februari 2019 förlängde Coady sitt kontrakt i klubben fram till sommaren 2023. Den 8 augusti 2022 lånades Coady ut till Premier League-klubben Everton på ett säsongslån.
Den 1 juli 2023 flyttade Coady till Leicester City för 7,5 miljoner euro och skrev på ett treårskontrakt.